# Mukataa
|  | Dieser Artikel wurde aufgrund von inhaltlichen Mängeln auf der Qualitätssicherungsseite des Projektes Türkei eingetragen. Hilf mit, die Qualität dieses Artikels auf ein akzeptables Niveau zu bringen, und beteilige dich an der Diskussion! |

Als mukataa (von arabisch مقاطعة, DMG muqātaʿa, „abgetrennt“; auch ديرلك dirlik) wurde im Osmanischen Reich eine Immobilie bezeichnet, die einem Staatsbediensteten anstelle eines Lohns als Arbeitsentgelt für eine bestimmte Aufgabe zur Verfügung gestellt wurde. Dabei blieb die Immobilie aber immer Eigentum des Staates beziehungsweise des Sultans. 
Es gab drei verschiedene, nach ihrer Größe unterschiedene Arten der Mukataa, und zwar Tımar, Zeamat und Has. 
In seldschukischer Zeit war die Bezeichnung für Mukataa das arabische Wort Ikta.